# 1999 TE38
1999 TE38 är en asteroid i huvudbältet som upptäcktes den 1 oktober 1999 av Catalina Sky Survey projektet.
Asteroiden har en diameter på ungefär 3 kilometer.